# Eleazar López Contreras
Pour les articles homonymes, voir López.
 (octobre 2015).
Si vous disposez d'ouvrages ou d'articles de référence ou si vous connaissez des sites web de qualité traitant du thème abordé ici, merci de compléter l'article en donnant les références utiles à sa vérifiabilité et en les liant à la section « Notes et références ».
Eleazar López Contreras (Queniquea, Táchira, 1883 – Caracas, 1973) était un militaire et homme d'État vénézuélien, qui fut président du Venezuela entre 1935 et 1941. 
Interrompant ses études de médecine, il rejoignit la Révolution libérale de Restauration dirigée par Cipriano Castro et Juan Vicente Gómez. Il participa dès lors à de nombreux combats et fut blessé lors de la bataille décisive de Tocuyito de 1899, qui assura le triomphe de la révolution. Ayant succédé en 1935 à Juan Vicente Gómez à la présidence de la république, il s’attacha à tempérer l’autoritarisme de son prédécesseur et à démocratiser le pays, tout d’abord en signant un décret de libération des prisonniers politiques, puis en promulguant la Constitution de 1936. Il eut à affronter la première grève dans l’industrie du pétrole du Venezuela. À son instigation furent créées la Garde nationale vénézuélienne (pour combler un vide dans le cadre institutionnel de l’État) et la Banque centrale du Venezuela (afin de moderniser le pays et gérer d’une manière plus efficace les considérables ressources apportées par le pétrole). Des experts techniciens étrangers en matière de santé publique furent recrutés et une Division d’hygiène rurale fut instituée. Recueillant les juifs en mal de terre d’asile errant sur les paquebots Caribia et Königstein, il sera pour une grande part à l’origine de l’actuelle communauté juive du Venezuela.

## Jeunesse
López Contreras vit le jour en 1883, année où eurent lieu les festivités pour le centenaire de la naissance du « libertador » Simón Bolívar, mais aussi année où Antonio Guzmán Blanco se trouvait à l’apogée de son pouvoir. Il fut le fils unique du général Manuel María López et de María Catalina Contreras et eut pour tuteur le prêtre Fernando María Contreras. Trois mois après sa naissance, son père mourut à Cúcuta (Colombie), de la fièvre jaune, à la suite de quoi son oncle, l’ecclésiastique Fernando Contreras, prit la famille à sa charge. 
Il obtint à quinze ans le titre de bachelier en philosophie et lettres du collège du Sacré-Cœur-de-Jesus dans la ville de La Grita (État de Táchira). Initialement, le jeune Eleazar se destinait à étudier la médecine à l’université de Mérida, l’actuelle Université des Andes, mais prit le parti, alors qu’il n’était âgé que de seize ans, d’adhérer à la « révolution libérale de restauration » (en esp. Revolución Liberal Restauradora), également dénommée « révolution des soixante », dirigée par Cipriano Castro et Juan Vicente Gómez. Persécuté par le régime de Guzmán, il se réfugia dans les montagnes du Río Bobo. Peu après, aidé de son oncle Contreras, et avec le concours de quelques amis prêtres, il se porta vers la ville colombienne de Cúcuta, où il prit part à de nombreuses batailles, et fut élevé au grade de capitaine en second du bataillon Libertador en 1899. Lors de la bataille de Tocuyito du 12 septembre 1899, qui marqua le triomphe de la révolution, López Contreras fut blessé au bras gauche par une balle de fusil, qui le mit hors de combat et le força à se soumettre à des soins médicaux prolongés ; c’est le général Gómez qui veilla alors sur lui et le transporta à Caracas, aux soins d’une famille amie.

## Carrière militaire
Après avoir été fait lieutenant-colonel en 1900, il fut nommé aide de camp de Cipriano Castro, devenu président de la république, mais n’exerça cette fonction que durant un mois et demi. Plus tard, en 1902, il fut désigné commandant en second de l’état-major du bataillon Carabobo, et prit part à la bataille de La Victoria (près de la ville vénézuélienne du même nom) en juillet 1902, laquelle, gagnée par les castristes, marque un tournant dans la guerre civile de 1901-1903 en faveur du gouvernement de Restauration en place. L’insurrection définitivement vaincue l’année suivante, López Contreras fut nommé commandant en second du Castillo Libertador à Puerto Cabello. Dans cette ville s’était constitué un mouvement qui méditait un coup de force à l’effet d’éloigner du gouvernement Juan Vicente Gómez, alors vice-président de la république, de sorte à ne garder que Cipriano Castro comme Chef unique. López se garda de tremper dans ledit mouvement, lequel du reste fut bientôt découvert, et démissionna de sa fonction ; cependant, Cipriano Castro autant que Gómez se méfiaient de lui, chacun en effet le croyant dans le camp adverse. Il s’ensuivit qu'il ne se vit plus confier entre 1903 et 1914 que des postes à caractère civil : commandant des garde-frontière de Puerto Cristóbal Colón à Macuro, de La Vela de Coro, de Río Caribe et de Carúpano, contrôleur des douanes à Puerto Sucre, chef civil de Río Chico, et administrateur des marais salants d’Araya.

## Actions sous la présidence de Juan Vicente Gómez

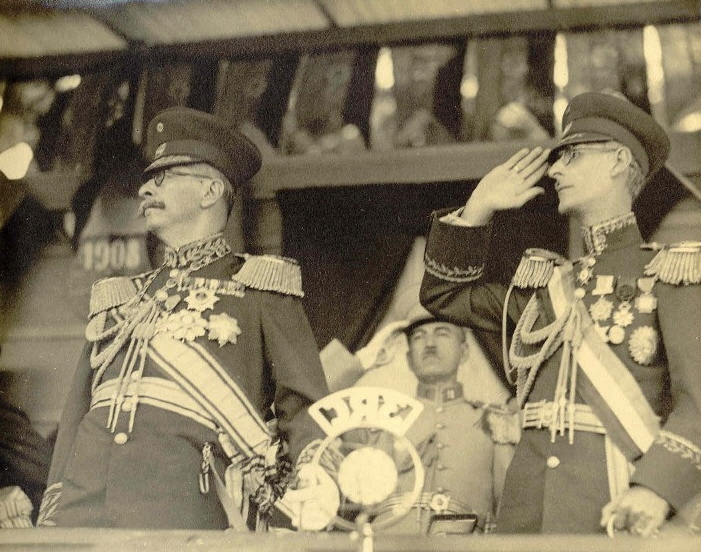
Juan Vicente Gómez et Eleazar López Contreras à Maracay en 1934.

En 1914, la constellation politique vénézuélienne était changée : Gómez exerçait la présidence depuis 1908, à la suite d’un coup d'État exécuté sans coup férir, tandis que Cipriano Castro avait été contraint à l’exil. Il advint alors un accident fortuit qui persuada Gómez que López Contreras n’était pas un partisan de Castro : en effet, une lettre de Carmelo Castro, frère de l’ancien président, qui l’invitait à se joindre à une rébellion, fut interceptée. Ce que constatant, Gómez réhabilita López, l’éleva au grade de colonel et le nomma commandant par intérim du bataillon Rivas ; un an après, il fut désigné commandant du régiment Piar no 6. 
En 1919, il fut nommé Directeur de la Guerre du ministère de la Guerre et de la Marine, fonction dans laquelle il fit preuve de notables qualités administratives et d’organisateur. En 1923, il fut élevé au rang de général de brigade et promu chef de la garnison de Caracas. En 1924, à la tête de la délégation militaire et diplomatique représentant le Venezuela lors des célébrations du centenaire de la bataille d’Ayacucho, il visita le champ de bataille, y exhuma le corps d’un soldat inconnu et en fit transporter les restes au Venezuela, pour les réinhumer sur le champ de bataille de Carabobo. Attendu que López Contreras était l’homme qui, à l’époque, apparaissait le plus ferré sur Sucre et Bolívar, c’est tout naturellement sur lui que se porta le choix du président Gómez pour remplir cette mission. Au reste, le premier ouvrage qu’écrivit López Contreras, El Callao histórico, traitait de la capitulation du fort de Callao en 1826, haut fait des guerres d’indépendance ; l’ouvrage, qui parut en 1926, fut bien accueilli par la critique. 
En 1928, étant chef de garnison, il lui incomba d'affronter une insurrection fomentée par un groupe de jeunes officiers, d’étudiants d’université et de militants politiques ; il sut la juguler avec fermeté, mais se retrouva dans une situation difficile quand il découvrit que parmi les conspirateurs figurait son propre fils aîné, Eleazar López Wolkmar. Gómez lui-même offrit à López la liberté pour son fils, mais López Wolkmar, de façon surprenante, repoussa cette offre. Dans la suite, Gómez prit une série de décisions militaires et politiques, entre lesquelles la mutation de López Contreras vers l’État de Táchira en tant que chef de garnison, puis en qualité de commandant de la Brigade no 4 de l’armée à Capacho, après qu’il eut mené dans cette ville une contre-attaque en 1928 contre la caserne San Carlos, foyer d’un soulèvement visant à renverser Gómez par un coup d’État. 
Revenu à Caracas en 1930, López fut nommé par Gómez chef d’état-major général par intérim, à l’occasion du défilé commémoratif du centenaire de la mort de Simón Bolívar en 1930. Cette même année, il fit paraître deux ouvrages : Síntesis de la vida militar de Sucre et Bolívar conductor de tropas. En 1931, Gómez le désigna ministre de la Guerre et de la Marine, faisant du coup de lui le militaire de carrière le plus influent du pays.

### Accession au pouvoir
À la mort de Gómez le 17 décembre 1935, López fut désigné président suppléant de la république (en esp. Encargado de la Presidencia de la Républica) jusqu’au 19 avril 1936. Il réussit à étouffer un début de rébellion fomentée par la famille de Gómez. Il signa un décret de libération des prisonniers politiques et rétablit la liberté de la presse. Le 25 avril de l’année suivante, il fut élu président constitutionnel de la république pour une durée de sept ans, à compter de 1936. Dans son ouvrage intitulé La Historia Militar de Venezuela, il relève en quoi il avait été en décalage par rapport au régime de Gómez, soulignant notamment, à propos des événements politiques de 1928 et 1929, qu’il n’avait jamais été favorable aux mesures répressives prises pour écraser la rébellion des étudiants d’université (appelés collectivement la « Génération de 1928 »), et expose ses arguments en faveur de l’application d’un ensemble de règles dans le maintien de l’ordre public sans recours à l’action militaire.

## Présidence

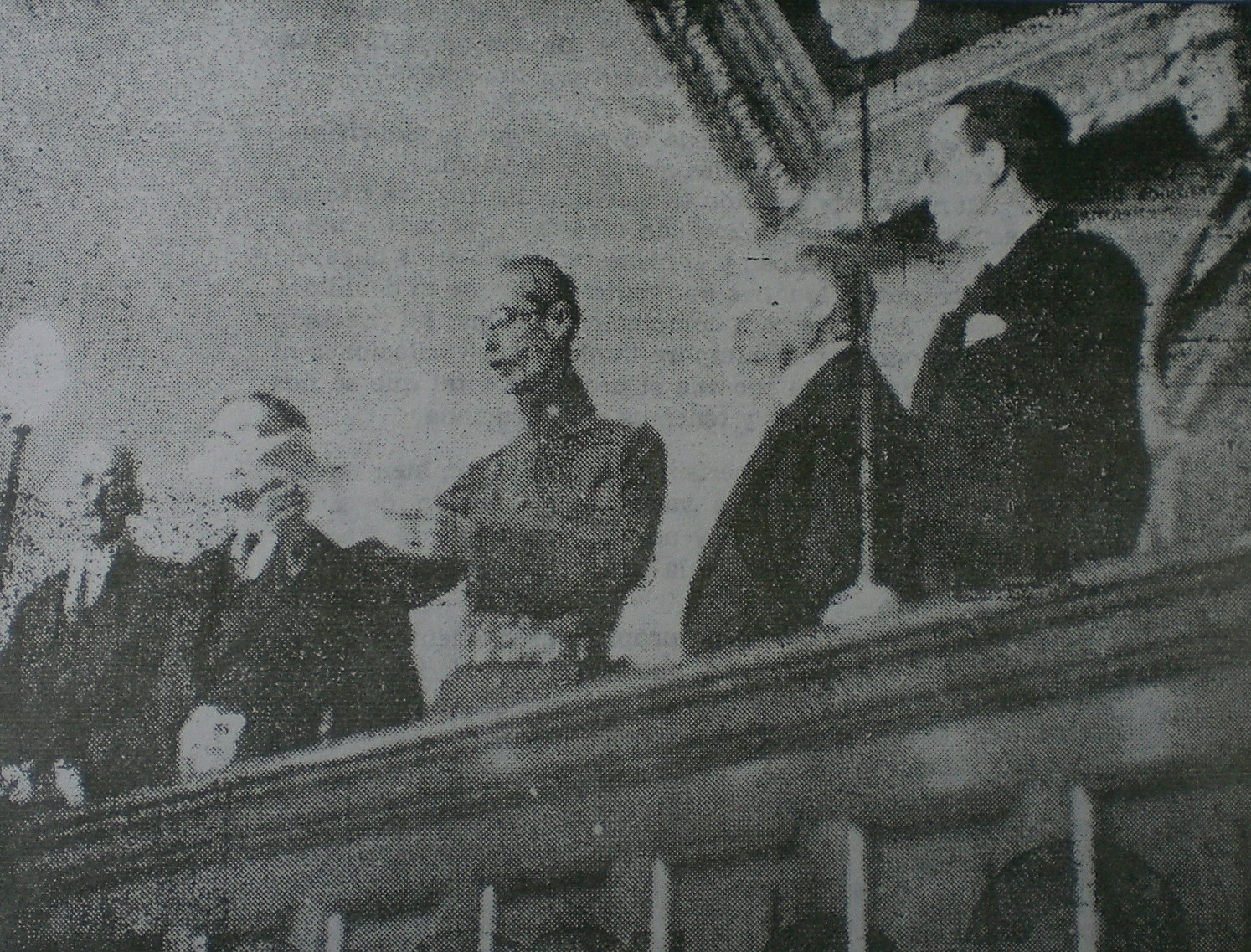
Prise de fonction de López Contreras comme président du Venezuela devant le Congrès de l’Union en 1936.

Il eut, dès le début de son mandat présidentiel, à faire face à deux crises majeures : d’abord le mouvement populaire du mardi gras 1936, lorsqu'une manifestation se rendit devant le palais de Miraflores pour revendiquer plus de libertés, ce à quoi López accéda en partie, et ensuite la grève déclenchée en juin de la même année par une opposition désireuse de le renverser, but qui ne fut pas atteint. Il réforma la constitution en juillet 1936, dans un sens qu’il voulut démocratique, ramenant notamment la durée du mandat présidentiel de 7 à 5 ans, règle à laquelle lui-même se fit un devoir de se soumettre. En même temps toutefois, des mesures autoritaires furent légalisées, telles que l’exil sur décret présidentiel, et l’interdiction des idéologies communiste et anarchiste, qui servit à justifier l’expulsion hors du pays de plusieurs personnalités politiques, parmi lesquelles Rómulo Betancourt. 
Sa présidence se distingua d’autre part par la création d’organismes publics de protection et d’assistance, tels que le ministère de la santé et de l’assistance sociale, créé par voie de décret du 25 février 1936 ; l’importance de l’hygiène publique était le motif invoqué. Nombre des innovations introduites par ce ministère étaient dues à Arnoldo Gabaldón, porteur des recommandations de la Conférence des directeurs de santé publique réunie à Washington DC en 1936. Des techniciens étrangers experts en santé publique furent recrutés pour aider à la création de la Division d’hygiène rurale, de l'Institut national de puériculture et de la Division de malariologie. Fut créé également le ministère de l’agriculture et de l’élevage, en accord avec l’importance attachée par la politique de López Contreras au développement agricole. Le Conseil de l’enfance (Consejo Venezolano del Niño) et le statut des mineurs d’âge (Estatuto de Menores) virent le jour le 6 août 1936. Toutes ces initiatives institutionnelles furent activement appuyées par le président à travers tout le pays et dotées d’une organisation permanente au budget croissant, en particulier en faveur de la lutte contre les principales maladies et épidémies. En 1938 fut fondé l'Institut technique de l’immigration et de la colonisation (Instituto Técnico de Inmigración y Colonisation), par lequel le gouvernement se proposait d’organiser la distribution de terres arables aux agriculteurs vénézuéliens et étrangers, afin de repeupler les campagnes, d’élever la qualité de vie et d’améliorer ethniquement la population du pays.
La constitution de 1936 stipulait notamment, en son article premier :

« La nation vénézuélienne réunit tous les Vénézuéliens au sein d’un pacte d’organisation politique dénommé États-Unis du Venezuela. Elle est à jamais et irrévocablement libre et indépendante de toute domination ou protection d’une puissance étrangère. »
en son article deuxième :

« Le territoire des États-Unis du Venezuela recouvre celui qui, avant la transformation politique de 1810, relevait de la Capitainerie générale du Venezuela, avec les modifications dérivées des traités signés par la République. Ledit territoire ne pourra jamais, ni en entier ni en partie, être cédé, transféré, donné en location, ou de quelque autre manière aliéné au profit d’une puissance étrangère, fût-ce même pour une durée limitée. »
et en son article 95 :

« Le président de la République a un mandat de cinq ans, et ne pourra pas être réélu pour la période constitutionnelle qui suit immédiatement. Ne pourra non plus être élu quiconque a assumé la présidence durant toute la dernière année de la période constitutionnelle antérieure, ni les parents de l’un et l’autre jusqu’au quatrième degré de parenté ou jusqu’au deuxième degré d’alliance. »

### Œuvre politique

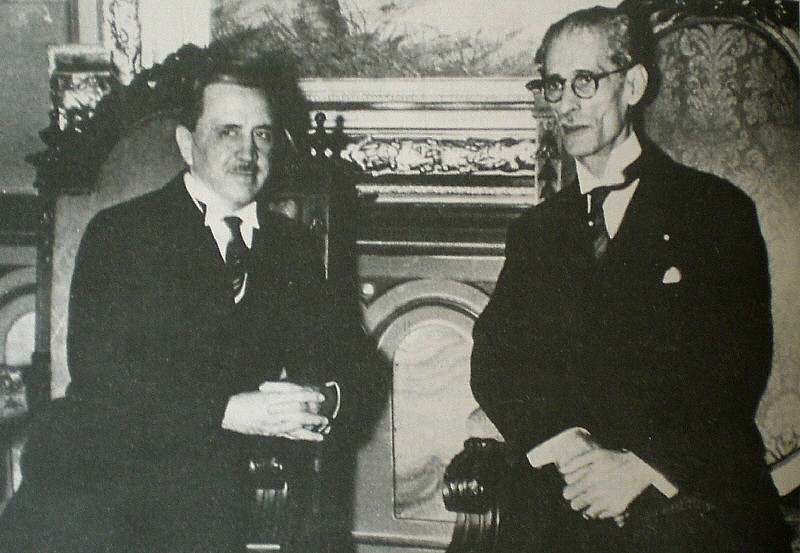
L’ambassadeur des États-Unis Frank P. Corrigan et López Contreras au palais de Miraflores.

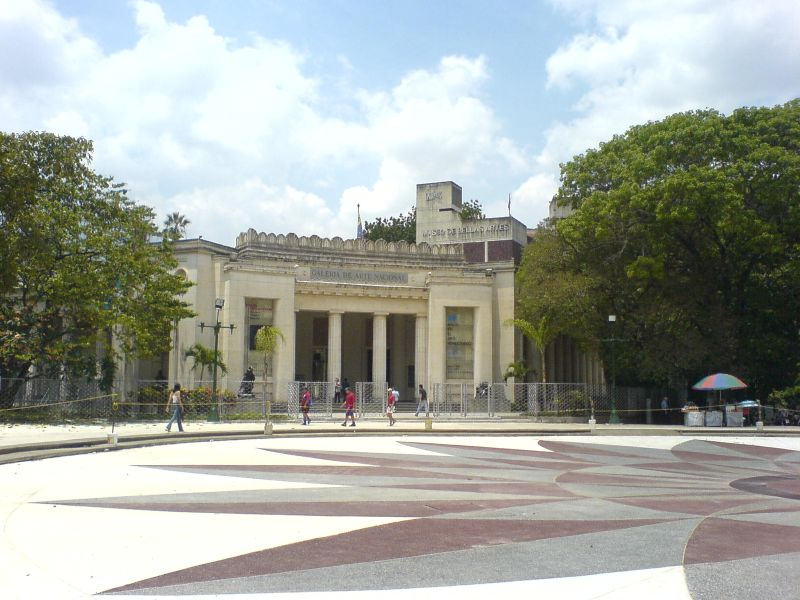
Siège actuel de la Galería de Arte Nacional à Caracas, édifice inauguré en 1938 par López Contreras et destiné à faire office de siège du Musée des Beaux-Arts de Caracas.

Sous son gouvernement furent mis à exécution plusieurs projets dans différents domaines, la plupart de grande portée : en 1936, pour la première fois au Venezuela, une législation sur le travail fut promulguée, dont le principal rédacteur, le jeune Rafael Caldera, accédera plus tard à la présidence ; il s’employa à développer l’enseignement scolaire, en créant l'Institut pédagogique national de Caracas (1937) pour la formation des maîtres d’école ; il établit la Sociedad Bolivariana de Venezuela (1937) ; il fonda le corps de sapeurs-pompiers de Caracas et la Garde nationale du Venezuela (Guardia Nacional de Venezuela, par le Décret no 1320 du 4 août 1937) en tant que force auxiliaire de l’armée et de la police ; en janvier 1937, il signa le décret de fondation de Ciudad Ojeda, nouveau foyer d’habitation pour les habitants de la localité de Lagunillas de Agua, détruite par un incendie en 1939. Par ailleurs furent inaugurés le musée des Beaux-Arts et le muséum des Sciences naturelles de Caracas (1938) et institués la Banque centrale du Venezuela en 1940, qui permit de centraliser l’émission de pièces et de billets, l'Office national du Travail, le ministère de l’Agriculture et de l’Élevage, le Conseil vénézuélien de l’Enfance, déjà évoqués ci-haut, le ministère des Communications, la Banco Industrial, l'Office national de Change et l'Office de Contrôle des Exportations. Enfin, en 1941 fut signé entre la Colombie et le Venezuela un traité de fixation des frontières, propre à régler les différends relatifs à la délimitation des territoires du Río de Oro, de la Guajira et du bassin de l’Orénoque.

### Création de la Banque centrale du Venezuela
Le 8 septembre 1939, c’est-à-dire peu de jours avant la déclaration formelle de la Seconde Guerre mondiale, une loi fut décrétée qui autorisa la création d’une banque centrale, à l’effet de réguler la circulation monétaire et le crédit et d’éviter des fluctuations trop fortes de la quantité de monnaie en circulation. Elle aurait en outre pour fonction principale de réguler et de surveiller le commerce de l’or et des devises. Ses activités débutèrent en octobre 1940, et le 1er janvier 1941, elle commença à opérer sous la direction de Jesús Herrera Mendoza, président de la banque. Pour qu’elle pût remplir sa mission, il apparut nécessaire que fussent transférés vers elle l’or et les billets emis par la Banco de Venezuela, la Banco Mercantil y Agrícola, la Banco de Maracaibo, la Banco Comercial de Maracaibo, la Banco Venezolano de Crédito et la Banco Caracas ; ces deux dernières cependant, ayant refusé de remettre l’or qu’elles détenaient, furent poursuivies en justice par la Banque centrale ; le litige se conclut en 1956 par l’incinération des billets et la remise intégrale à la Banque centrale de l’or servant de couverture au bolivar vénézuélien.
La Banque centrale du Venezuela (BCV), personne juridique de droit public, jouit d’une autonomie quant à la définition et l’exercice des politiques relevant de sa compétence, et représente la principale autorité économique chargée de veiller dans le pays à la stabilité de la monnaie et des prix. Elle est la seule instance habilitée à émettre de la monnaie ayant cours légal au Venezuela. Elle a acquis un rang constitutionnel de par la Constitution de 1999, laquelle lui reconnaît son autonomie et son indépendance à l’égard des politiques menées par le gouvernement national. Elle a son siège à Caracas et, depuis 1977, une annexe à Maracaibo.

### Fondation de la Garde nationale
Les Forces armées de coopération (Fuerzas Armadas de Cooperación), mieux connues sous la dénomination de « Garde nationale du Venezuela » (Guardia Nacional de Venezuela), est une des quatre composantes qui constituent la Force armée nationale du Venezuela (Fuerza Armada Nacional de Venezuela). La Garde nationale fut fondée le 4 août 1937 par le président de la république et général en chef de l’armée Eleazar López Contreras.
La prémisse de ce corps militaire se trouve défini à l’article 329 de la constitution de 1999:

« Les armées de terre, de mer et de l’air ont pour responsabilité essentielle la planification, l’exécution et le contrôle des opérations militaires requises pour assurer la défense de la nation. La Garde nationale apportera son concours à la mise en œuvre desdites opérations et aura pour responsabilité de base la conduite des opérations nécessaires au maintien de l’ordre intérieur du pays. La Force armée nationale pourra exercer les activités de police administrative et d’instruction pénale que la loi lui attribue. »
Cette composante de la force armée remplit donc la fonction de veiller à la sécurité et de défendre la souveraineté du territoire national vénézuélien, tant à l’intérieur que le long de ses frontières, en coopération avec l’armée de terre, de mer et de l’air. En même temps, elle participe à des opérations de sûreté intérieure en collaboration avec les corps de police tant de l’État que municipaux, sous la direction du ministère du Pouvoir populaire pour la Défense (Ministerio del Poder Popular para la Defensa) et du ministère du Pouvoir populaire de l’Intérieur et de la justice (Ministerio del Poder Popular del Interior y Justicia), respectivement. En conséquence, en cas de troubles ou de pillage, il sera appelé à intervenir pour dissuader et maîtriser les protestations et autres atteintes à l’ordre public. 
Après que López Contreras, sortant alors d’une longue période au service du ministère de la Guerre et de la Marine, eut accédé à la présidence, il fut certes en mesure, sous sa devise « Calme et Sagesse » (« Calma Y Cordura »), à maîtriser politiquement la situation ; néanmoins, certains désordres ne laissaient pas de sévir dans le pays, tels que violentes manifestations de rue, prolifération des vols de bétail, hausse de la délinquance, intensification de la contrebande sur les frontières. Face à ces convulsions sociales, le président de la république se tourna vers les présidents des États de l’Union et leur exposa la nécessité urgente d’organiser dans les différents États, à l’aide d’éléments actifs, déterminés et conscients, une police rurale à cheval, à pied ou en voiture, afin de défendre et préserver le foyer national vénézuélien, les droits individuels et la propriété. Pour mener à bien la mise sur pied de cette institution policière d'envergure nationale, chargée de sauvegarder l’ordre public, et pour la rendre capable de remplir cet objectif, il y avait lieu de mobiliser les ressources humaines appropriées. Après de longues discussions polémiques sur le propos de savoir comment ce corps devait être conçu et structuré, l’écrivain et diplomate vénézuélien Rufino Blanco Fombona suggéra à López Contreras l’idée de créer un corps calqué sur la garde civile espagnole. En juin 1936, il fut convenu entre les gouvernements du Venezuela et de l’Espagne qu’une mission de ce dernier pays se rendrait au Venezuela pour y établir, instruire et rendre opérationnel un corps semblable à la garde civile espagnole. Ce projet se matérialisa le 17 septembre 1936, lorsque fut décrétée la création de l'École du service national de sécurité (Escuela del Servicio Nacional de Seguridad).

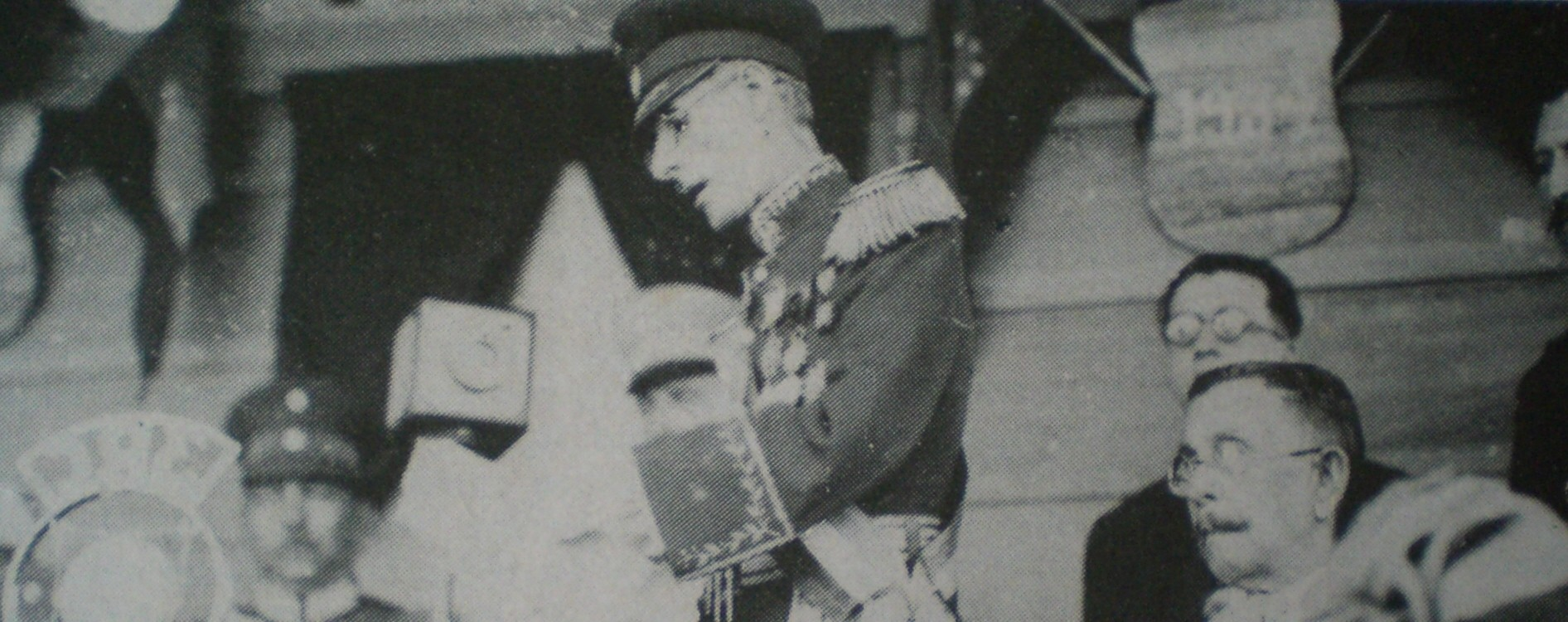
López Contreras revêtu de l’uniforme militaire, prononçant un discours à Maracay.

Le décret portant création de l'École du service national de sécurité, appelée à fournir les ressources humaines nécessaires à la nouvelle institution, fut promulgué le 17 septembre 1936, tandis que le décret conférant un caractère légal à la Garde nationale du Venezuela le fut le 4 août 1937. À compter de cette date, la Guardia Nacional devenait opérationnelle sur tout le territoire national. Le siège de la Garde nationale se trouve actuellement dans le quartier El Paraíso, à Caracas.

## Parcours après la présidence
Le 14 juillet 1939, le sénat de la république l’éleva au rang de général de division. En avril 1941, le congrès élut comme nouveau président Isaías Medina Angarita, également général de division et jusque-là ministre de la Guerre et de la Marine. Avant de céder la présidence, le 2 mai, López Contreras se vit conférer par le sénat le grade militaire le plus élevé existant au Venezuela au XXe siècle, celui de général en chef. Trois jours après, le 5 mai, il remettait la présidence à Medina.
Si ensuite López se replia certes dans une retraite relativement tranquille, se vouant à l’écriture, publiant notamment, en 1944, son ouvrage Páginas para la Historia Militar de Venezuela, il ne renonça pas pour autant à s’impliquer dans la politique du nouveau gouvernement et continua du reste à faire partie du Parti démocratique vénézuélien, le parti de Isaías Medina Angarita. Ce nonobstant, de graves désaccords surgirent entre López et Medina au cours du mandat présidentiel de ce dernier, ce qui contribua à provoquer une crise institutionnelle, laquelle eut un épilogue violent sous la forme du coup d’État du 18 octobre 1945, lequel renversa Medina et était dirigé par de jeunes militaires et activistes issus des différents partis politiques. Rómulo Betancourt, qui figurait au nombre des putschistes, fut appelé à présider la junte de gouvernement constituée à la suite du coup d’État. López, Medina et plusieurs de ses collaborateurs furent arrêtés, puis expulsés du pays et jugés par contumace pour prévarication et enrichissement illicite. López s’établit à Miami, aux États-Unis, où il vécut jusqu’en 1948, et où son domicile devint le centre de réunion des opposants à la junte au pouvoir au Venezuela, laquelle junte, pour sa part, le déclarait « dangereux et subversif ». C’est lors de cet épisode de sa vie que López se laissa aller à l’ironique commentaire suivant : 
« Ce bannissement, la prison, ces jugements politiques qui me maintiennent dans la soumission me comblent de gratitude, (car) ils complètent ma figure d’homme politique vénézuélien. J’ai été de tout au Venezuela : ministre, président, chef de garnison, envahisseur, guérillero, mais non encore prisonnier politique et exilé. Et il ne peut y avoir au Venezuela de dirigeant politique sans que celui-ci ait aussi son histoire d’exil ».

## Retour au Venezuela et dernières années
Autorisé à rentrer au pays à la suite du coup d’État du 24 novembre 1948, nonobstant qu’il fût en désaccord avec la politique menée par le nouvel homme fort, le général Marcos Pérez Jiménez, il se replia sur sa vie privée, faisant paraître trois ouvrages encore : El triunfo de la verdad (1949), Temas de Historia Bolivariana (1954) et Proceso Político Social (1955). À partir de 1958, après la chute de Pérez Jiménez, il retourna dans l’arène publique, se déclarant partisan de la concorde nationale, et prenant l’initiative d’une fraternisation avec son ancien ennemi politique, Rómulo Betancourt, devenu président de la Nation, et confronté à des situations très similaires à celles qu’eut à affronter López en 1936. Singulièrement, ses anciens ennemis s’empressaient désormais à lui rendre toutes sortes d’hommages, et cela d’abord en le nommant, en 1961, par disposition constitutionnelle, sénateur à vie. Huit des signataires de la Carta magna appartenaient aux 43 que López avait, par voie de décret, proscrits en 1937. Ensuite, en 1963, il reçut – et López Contreras fut le premier à la recevoir – la réplique de l’épée du Libertador, symbole des généraux, des mains mêmes du président Betancourt. 
L’âge avançant, sa santé se détériorait, mais il garda toute sa lucidité. Tout en continuant à fournir des  articles de presse, il fit paraître deux ouvrages de plus (El pensamiento de Bolívar Libertador, en 1963, et Gobierno y Administración, 1936-1941, en 1966). Il eut le bonheur d’être reconnu, de son vivant, pour son action politique, considérée comme historique, et d’être respecté comme un exemple de civisme. Fin 1972, souffrant de complications pulmonaires, il s’éteignit finalement le 2 janvier 1973 à Caracas, à l’âge de 89 ans. L’on observa un deuil national de trois jours, et les honneurs de chef d’État lui furent rendus ; ainsi fut-il inhumé au son de 21 salves de canon. Sa dernière volonté – que sa dépouille fût transportée par quatre militaires de la Garde nationale – témoigne de son attachement à cette dernière, et fut accomplie. Sa dernière épouse est morte en 1982.